# Альтшуллер, Михаил Израилевич
Михаил (Михаил-Мейндаль) Израилевич Альтшуллер (1894 — после 1941) — советский учёный-экономист, профессор (1923).

## Биография
Родился 21 марта 1894 года в Тюмени в еврейской семье Израиля Леонтьевича (Литмановича) и Дворы Соломоновны Альтшуллеров.
В 1911 году окончил тюменское Александровское реальное училище, а в 1917 году — юридический факультет Томского университета. Ещё будучи студентом, написал работу «Экономические условия введения земств в Сибири», за которую был удостоен золотой медали.
В 1918—1921 годах работал преподавателем в Томском и Иркутском университетах, в 1921—1922 годах преподавал в Высшем кооперативном институте в Петрограде. С 1922 по 1930 годы он работал в Пермском государственном университете, где одновременно заведовал межфакультетской кафедрой истории народного хозяйства и политэкономии, а также статистико-экономическим кабинетом. В 1930 году Альтшуллер переехал в Москву на работу в Московский НИИ транспортной экономики и эксплуатации.
14 марта 1936 года был арестован. 19 сентября этого же года Особое совещание при НКВД СССР вынесло приговор по статье контрреволюционная троцкистская деятельность — 5 лет лишения свободы. Прибыл в Воркутинское отделение УхтПечлага 11 октября 1936 года, освободился 15 марта 1941 года.

## Заслуги
Под руководством Михаила Израилевича был собран статистический материал по народному хозяйству Урала и Коми-Пермяцкого национального округа, изучались условия производства на Мотовилихинском, Лысьвенском и Очёрском заводах, на других предприятиях этого края. М. И. Альтшуллер кроме научной, занимался общественной работой, являлся членом Пермского окружного исполкома и городского совета, членом президиума Уралоблпроса и председателем Пермского отделения президиума Ассоциации работников науки и техники. Также он принимал участие в составлении пятилетнего плана округа, был научным редактором журналов «Экономика» и «Хозяйство Урала». Выезжал в командировки в Германию с целью определения перспектив экспорта продукции промышленности Урала.

## Труды
- Земство в Сибири. Томск: Типо-Литография Сибирского Товарищества Печатного Дела, 1916. — 411 с.[4]
- Экономическое изучение Урала в связи с общими задачами науки, экономической политики. Журнал «Экономика», 1923, № 1.
- Заметки о местном бюджете. Журнал «Экономика», 1923, № 4.
- Бюджет времени пролетарского студента Пермского университета. Пермь, 1924.
- О производительности труда на Урале. Журнал «Хозяйство Урала», 1925, № 1.
- К вопросу о воспроизводстве рабочей силы на Урале. Журнал «Хозяйство Урала», 1925, № 2.
- Опыт местной работы по НОТ. Журнал «Экономика», 1925, № 5-6.
- Положение труда на Урале. Пермь, 1926.
- Пути и перспективы развития Пермского округа в системе Уральского хозяйства. Пермь, 1929.